# Karin Aurivillius
Karin Aurivillius (1920–1982) war eine schwedische Chemikerin und Kristallographin. Sie bestimmte die Kristallstrukturen vieler Quecksilberverbindungen.

## Auszeichnungen
Nach ihr wurde das Mineral Aurivilliusit benannt.